# Stepanivka, Dîkanka
Stepanivka (în ucraineană Степанівка) este un sat în comuna Velîka Rudka din raionul Dîkanka, regiunea Poltava, Ucraina.

## Demografie
Componența lingvistică a localității Stepanivka
     Ucraineană (91,61%)
     Rusă (8,04%)
Conform recensământului din 2001, majoritatea populației localității Stepanivka era vorbitoare de ucraineană (91,61%), existând în minoritate și vorbitori de rusă (8,04%).